# Ulf Christiansson
Ulf Mats Olof Christiansson, född 27 december 1949 i Trollhättan, är en svensk rockmusiker, sångare, låtskrivare och predikant.
Ulf Christiansson växte upp i Göteborg och Partille. Han är grundare av och sångare i det kristna hårdrocksbandet Jerusalem. Hans sångtexter har ofta kristna budskap. Christiansson har också gjort en solokarriär. Han leder i dag (2012) församlingen The House med främst unga medlemmar.
Han är sedan 1971 gift med Else-Marie Christiansson (född 1951) och bland parets fem barn märks dottern Viktoria Andersson som också är artist. Sonen Philip medverkar sedan 2014 som sångare och gitarrist på Jerusalems turnéer tillsammans med sin far
Sonen Alexander Christiansson är riksdagspolitiker för Sverigedemokraterna.

## Diskografi
I diskografin ryms även låtlistorna.

### I mina drömmar (1982)
1. I natt så kommer
2. Jag vill sjunga
3. Är det försent?
4. Visst är det sant
5. Du vill börja om
6. I dina drömmar
7. Leva som vi lär
8. Låt mej tala ut
9. Nu ska jag lita
10. Jag har en bön

### In my dreams (1982)
1. He's Coming Like a Thief in the Night
2. I Will Sing
3  It it Too Late?
4. I Tell You Now in Honesty...
5. Practise What We Preach
6. My Heart's Desire
7. Now I am Trusting
8. Forget What Has Been
9. Reach for the Stars

### The Lifestyle From Above (1991)
1. The Lifestyle From Above
2. Meant To Be For Heaven's Sake
3. Only Love Can Change Us
4. A Mighty Wave, A Migthy Wind
5. Your Clothes Are Whiter
6. Come Touch My Life
7. Inner Man
8. We Will Take It
9. Freedom Is The Bread
10. Telling Me I Love You
11. Wild And Dignified (bonus track)

### The Lifestyle From Above (1991, svensk version)
1. The Lifestyle From Above
2. Meant To Be For Heaven's Sake
3. Bara kärlek förändrar
4. En mäktig våg, en mäktig vind
5. Dina kläder är vita
6. Come Touch My Life
7. Du är en vinnare
8. Vi ska ta det
9. Freedom Is The Bread
10. Säj till mej
11. Wild And Dignified (bonus track)

### Spring inte bort från sanningen (1992)
1. Vågar du dansa
2. Öppna upp ditt hjärta
3. Rädda det lilla folket
4. Spring aldrig bort från sanningen
5. Kom snart tillbaka
6. Lämna Babylon
7. Jill (drömmen om ett bättre liv)
8. Jag ger mej själv
9. Come (live)
10. Klockorna ringer

### Svenska folkets psalmer (1999)
1. Hos Jesus
2. Nöjd och glader
3. Löftena kunna ej svika
4. Helig, Helig
5. En liten stund med Jesus
6. Allt till Jesus
7. Guldgrävarsången
8. Det finns kraft
9. Klippa, du som brast för mig
10. Jesus, det skönaste

### Himmelriket är nära (2001)
1. O hur saligt att få vandra
2. Jag har beslutat
3. En mäktig våg, en mäktig vind
4. Närmare Gud till dig
5. Namnet Jesus
6. Saliga visshet
7. Ovan där
8. Härlig är Jorden
9. Var är mitt vilsna barn
10. Halleluja, sjung om Jesus
11. Jesus från Nasaret

### Mighty wave (2003)
1. Mighty Wave
2. Come Touch
3. Winner (innerman)
4. A Fire Is Burning
5. Thief In The Night
6. We Will Take It
7. Lifestyle From Above
8. Don't Run Away
9. Come Back Soon
10. Practise What You Preach

### Entertainers & soldiers (2003)
1. It's Not Easy
2. Rip My Heart Out
3. Die To Myself
4. Entertainers & Soldiers
5. Hope For Tomorrow
6. Kings & Spears
7. Touch You
8. Godspeed To You
9. Homeland
10. Have To Go
11. Happiest Man
12. Glorify
13. Stupid Man

### Öppnade ögon, Herre oss giv (2007)
1. Jag ser Gud bakom allt jag ser
2. Låt mig få höra om Jesus
3. Jesus för världen givit sitt liv
4. Mäktiga ting
5. Vilken vän vi har i Jesus - Jesu vänskap
6. Fängsla ditt öra
7. Tron är vår segerkraft
8. Lämna dej helt åt Jesus
9. Herren kommer
10. Soldater äro vi
11. Hur ljuvligt det är att möta
12. Jesus jag vill prisa ditt namn

### Julens Psalmer (2008)
Innehåller bland annat sånger som Hosianna, Det är en ros utsprungen och Stilla Natt m.fl.

### Mer mera av Jesus (2012)
1. Fribiljetten
2. Jag kan inte räkna dem alla
3. Mer mera av Jesus
4. Det enda jag vet
5. Nådehjon
6. På en enkel biljett
7. Se han lever
8. På en avlägsen höjd
9. Underbar frid
10. Vitare än snö
11. Han giver och ger om igen
12. Gud lägg en själ på mitt hjärta
13. Vår gud är oss en väldigt borg